# Piotr Stanisław Dunin
Piotr Stanisław Dunin (ur. 1635 w Wielkopolsce, zm. 1704 w Krakowie) – Jezuita. Wydał „Kazania pogrzebowe”.